# 174 a.C.
Il 174 a.C. (CLXXIV a.C. in numeri romani) è un anno  del II secolo a.C.

## Morti
- Publio Elio Peto, politico romano
- Tito Quinzio Flaminino, militare e politico romano (n. 229 a.C.)
- Tiberio Sempronio Longo, politico romano
- Gneo Servilio Cepione, politico romano
- Marco Sempronio Tuditano, politico romano